# Elius dilatatus
Elius dilatatus – gatunek chrząszcza z rodziny sprężykowatych i podrodziny Elaterinae.
Długość tego chrząszcza wynosi od 16 do 17 mm.
Zabarwienie owada stanowią odcienie czerwonobrązowe. Ciało chrząszcza porasta długie, gęste, żółtawe owłosienie.
Insekt cechuje się łódkowatym, szerszym, niż dłuższym czołem, o wydatnie zaokrąglonym przednim brzegu i z podłużną ostrogą u podstawy. Pokryte jest umiarkowanie szorstką punktuacją. Czułki wykazują ząbkowanie i gęste owłosienie, liczą sobie 11 segmentów. Podstawa nie dorównuje długością oku. Drugi segment ma kształt okrągły, a trzeci jest trójkątny, krótszy od czwartego. Ostatni z segmentów zwęża się u czubka. Górna warga jest wąska, kształtem przypomina nieco elipsę.
Pokrywy skrzydeł określa się jako wypukłe, zwężone w dalszej ⅛.
Ostrogi na goleniach są długie, ilość blaszkowatych segmentów zależy od pary odnóży (1-3 na przedniej i środkowej, 2-3 na parze tylnej). Scutellum kształtu prawie pięciokątnego ma tylny brzeg zaokrąglony.
Chrząszcz występuje w Azji (Indie, Singapur, Malezja).